# Pierre-Olivier Julien
Pas d'image ? Cliquez ici

a Compétitions nationales et continentales officielles uniquement.

Dernière mise à jour le 24 février 2012.
Pierre-Olivier Julien, né le 21 mars 1982, est un joueur de rugby à XV français qui évolue au poste d'ailier au sein de l'effectif de l'Association sportive de Béziers Hérault depuis 2005.